# Saint-Denis-lès-Bourg
Saint-Denis-lès-Bourg és un municipi francès situat al departament de l'Ain i a la regió d'Alvèrnia-Roine-Alps. L'any 2007 tenia 5.101 habitants.

## Demografia

### Població
El 2007 la població de fet de Saint-Denis-lès-Bourg era de 5.101 persones. Hi havia 2.110 famílies de les quals 518 eren unipersonals (179 homes vivint sols i 339 dones vivint soles), 800 parelles sense fills, 659 parelles amb fills i 133 famílies monoparentals amb fills.
La població ha evolucionat segons el següent gràfic:
Habitants censats

### Habitatges
El 2007 hi havia 2.200 habitatges, 2.129 eren l'habitatge principal de la família, 15 eren segones residències i 56 estaven desocupats. 1.844 eren cases i 351 eren apartaments. Dels 2.129 habitatges principals, 1.651 estaven ocupats pels seus propietaris, 456 estaven llogats i ocupats pels llogaters i 22 estaven cedits a títol gratuït; 30 tenien una cambra, 81 en tenien dues, 253 en tenien tres, 662 en tenien quatre i 1.103 en tenien cinc o més. 1.932 habitatges disposaven pel capbaix d'una plaça de pàrquing. A 952 habitatges hi havia un automòbil i a 1.005 n'hi havia dos o més.

### Piràmide de població
La piràmide de població per edats i sexe el 2009 era:
| Homes | Edats   | Dones |
| ----- | ------- | ----- |
| 4     | 95 o +  | 4     |
| 4     | 90 a 94 | 16    |
| 28    | 85 a 89 | 28    |
| 24    | 80 a 84 | 28    |
| 80    | 75 a 79 | 88    |
| 108   | 70 a 74 | 128   |
| 116   | 65 a 69 | 116   |
| 168   | 60 a 64 | 176   |
| 152   | 55 a 59 | 168   |
| 200   | 50 a 54 | 188   |
| 176   | 45 a 49 | 208   |
| 220   | 40 a 44 | 252   |
| 128   | 35 a 39 | 152   |
| 132   | 30 a 34 | 160   |
| 112   | 25 a 29 | 52    |
| 112   | 20 a 24 | 112   |
| 216   | 15 a 19 | 180   |
| 188   | 10 a 14 | 180   |
| 120   | 5 a 9   | 188   |
| 88    | 0 a 4   | 104   |

## Economia
El 2007 la població en edat de treballar era de 3.162 persones, 2.321 eren actives i 841 eren inactives. De les 2.321 persones actives 2.184 estaven ocupades (1.101 homes i 1.083 dones) i 138 estaven aturades (68 homes i 70 dones). De les 841 persones inactives 373 estaven jubilades, 308 estaven estudiant i 160 estaven classificades com a «altres inactius».

### Ingressos
El 2009 a Saint-Denis-lès-Bourg hi havia 2.196 unitats fiscals que integraven 5.496 persones, la mediana anual d'ingressos fiscals per persona era de 21.436 €.

### Activitats econòmiques
Dels 202 establiments que hi havia el 2007, 3 eren d'empreses extractives, 2 d'empreses alimentàries, 1 d'una empresa de fabricació de material elèctric, 10 d'empreses de fabricació d'altres productes industrials, 34 d'empreses de construcció, 47 d'empreses de comerç i reparació d'automòbils, 6 d'empreses de transport, 9 d'empreses d'hostatgeria i restauració, 2 d'empreses d'informació i comunicació, 7 d'empreses financeres, 6 d'empreses immobiliàries, 34 d'empreses de serveis, 31 d'entitats de l'administració pública i 10 d'empreses classificades com a «altres activitats de serveis».
Dels 45 establiments de servei als particulars que hi havia el 2009, 5 eren tallers de reparació d'automòbils i de material agrícola, 1 autoescola, 3 paletes, 7 guixaires pintors, 4 fusteries, 6 lampisteries, 4 electricistes, 2 empreses de construcció, 3 perruqueries, 1 veterinari, 6 restaurants, 1 tintoreria i 2 salons de bellesa.
Dels 14 establiments comercials que hi havia el 2009, 2 eren supermercats, 1 un supermercat, 1 una botiga de menys de 120 m², 1 una carnisseria, 1 una peixateria, 1 una botiga de roba, 1 una sabateria, 3 botigues de mobles, 1 una botiga de mobles, 1 una botiga de material de revestiment de parets i terra i 1 una joieria.
L'any 2000 a Saint-Denis-lès-Bourg hi havia 27 explotacions agrícoles que ocupaven un total de 637 hectàrees.

## Equipaments sanitaris i escolars
El 2009 hi havia 2 farmàcies i 1 ambulància.
El 2009 hi havia 2 escoles maternals i 1 escola elemental. Saint-Denis-lès-Bourg disposava d'un col·legi d'educació secundària amb 554 alumnes.

## Poblacions més properes
El següent diagrama mostra les poblacions més properes.